# Globo de Ouro de melhor ator em filme dramático
Esta é uma lista com os vencedores do prêmio Globo de Ouro na categoria de melhor ator em filme dramático. 
Em 1951, a Hollywood Foreign Press Association (Associação da Imprensa Estrangeira de Hollywood) separou a categoria de melhor ator em um filme em duas. Antes disso, havia um único prêmio de melhor ator mas a divisão permitiu que atores que trabalhassem em filmes dramáticos e cômicos ou musicais fossem premiados separadamente.
O título formal da categoria variou desde sua criação. Desde 2005 é oficialmente chamado de "melhor atuação de um ator em filme dramático".

## Vencedores e nomeados
O ano refere-se ao de produção do filme. O prémio é normalmente entregue no ano seguinte.
Notas
- "†" indica o vencedor do Óscar de melhor ator
- "‡" indica a nomeação para o Óscar de melhor ator

### Melhor ator - filme
- 1942 - Paul Lukas, Watch on the Rhine
- 1943 - Alexander Knox, Wilson
- 1944 - Ray Milland, The Lost Weekend
- 1945 - Gregory Peck, The Yearling
- 1946 - Ronald Colman, A Double Life
- 1947 - Laurence Olivier, Hamlet
- 1948 - Broderick Crawford, All the King's Men

### Melhor ator - filme dramático
- 1949 - José Ferrer, Cyrano de Bergerac
- 1950 - Fredric March, Death of a Salesman
- 1951 - Gary Cooper, High Noon
- 1952 - Spencer Tracy, The Actress
- 1953 - Marlon Brando, On the Waterfront
- 1954 - Ernest Borgnine, Marty
- 1955 - Kirk Douglas, Lust for Life
- 1956 - Alec Guinness, The Bridge on the River Kwai
- 1957 - David Niven, Separate Tables
- 1958 - Anthony Franciosa, Career
- 1959 - Burt Lancaster, Elmer Gantry
- 1960 - Maximilian Schell, Judgment at Nuremberg
- 1961 - Gregory Peck, To Kill a Mockinbird
- 1962 - Sidney Poitier, Lilies of the Field
- 1963 - Peter O'Toole, Becket
- 1964 - Omar Sharif, Doctor Zhivago
- 1965 - Paul Scofield, A Man for All Seasons
- 1966 - Rod Steiger, In the Heat of the Night
- 1967 - Peter O'Toole, The Lion in Winter
- 1968 - John Wayne, True Grit
- 1969 - George C. Scott, Patton
- 1970 - Gene Hackman, The French Connection
- 1971 - Marlon Brando, The Godfather
- 1972 - Al Pacino, Serpico
- 1973 - Jack Nicholson, Chinatown
- 1974 - Jack Nicholson, One Flew Over the Cuckoo's Nest
- 1976 - Peter Finch, Network
- 1977 - Richard Burton, Equus
- 1978 - Jon Voight, Coming Home
- 1979 - Dustin Hoffman, Kramer vs. Kramer

### Anos 1980
| Ano  | Ator                 | Personagem              | Filme                      |
| ---- | -------------------- | ----------------------- | -------------------------- |
| 1980 | Robert De Niro †     | Jake LaMotta            | Raging Bull                |
| 1980 | John Hurt ‡          | John Merrick            | The Elephant Man           |
| 1980 | Jack Lemmon ‡        | Scottie Templeton       | Tribute                    |
| 1980 | Peter O'Toole ‡      | Eli Cross               | The Stunt Man              |
| 1980 | Donald Sutherland    | Calvin Jarrett          | Ordinary People            |
| 1981 | Henry Fonda †        | Norman Thayer           | On Golden Pond             |
| 1981 | Warren Beatty ‡      | John Reed               | Reds                       |
| 1981 | Timothy Hutton       | Brian Moreland          | Taps                       |
| 1981 | Burt Lancaster ‡     | Lou Pascal              | Atlantic City              |
| 1981 | Treat Williams       | Daniel Ciello           | Prince of the City         |
| 1982 | Ben Kingsley †       | Mahatma Gandhi          | Gandhi                     |
| 1982 | Albert Finney        | George Dunlap           | Shoot the Moon             |
| 1982 | Richard Gere         | Zack Mayo               | An Officer and a Gentleman |
| 1982 | Jack Lemmon ‡        | Ed Horman               | Missing                    |
| 1982 | Paul Newman ‡        | Frank Galvin            | The Verdict                |
| 1983 | Tom Courtenay ‡      | Norman                  | The Dresser                |
| 1983 | Robert Duvall †      | Mac Sledge              | Tender Mercies             |
| 1983 | Tom Conti ‡          | Gowan McGland           | Reuben, Reuben             |
| 1983 | Richard Farnsworth   | Bill Miner              | The Grey Fox               |
| 1983 | Albert Finney ‡      | Senhor                  | The Dresser                |
| 1983 | Al Pacino            | Tony Montana            | Scarface                   |
| 1983 | Eric Roberts         | Paul Snider             | Star 80                    |
| 1984 | F. Murray Abraham †  | Antonio Salieri         | Amadeus                    |
| 1984 | Jeff Bridges ‡       | Scott Hayden "Starman"  | Starman                    |
| 1984 | Albert Finney ‡      | Geoffrey Firmin         | Under the Volcano          |
| 1984 | Tom Hulce ‡          | Wolfgang Amadeus Mozart | Amadeus                    |
| 1984 | Sam Waterston ‡      | Sydney Schanberg        | The Killing Fields         |
| 1985 | Jon Voight ‡         | Oscar Manheim           | Runaway Train              |
| 1985 | Harrison Ford ‡      | John Book               | Witness                    |
| 1985 | Gene Hackman         | Harry MacKenzie         | Twice in a Lifetime        |
| 1985 | William Hurt †       | Luis Molina             | Kiss of the Spider Woman   |
| 1985 | Raúl Juliá           | Valentin Arregui        | Kiss of the Spider Woman   |
| 1986 | Bob Hoskins ‡        | George                  | Mona Lisa                  |
| 1986 | Harrison Ford        | Allie Fox               | The Mosquito Coast         |
| 1986 | Dexter Gordon ‡      | Dale Turner             | Round Midnight             |
| 1986 | William Hurt ‡       | James Leeds             | Children of a Lesser God   |
| 1986 | Jeremy Irons         | Father Gabriel          | The Mission                |
| 1986 | Paul Newman †        | Fast Eddie Felson       | The Color of Money         |
| 1987 | Michael Douglas †    | Gordon Gekko            | Wall Street                |
| 1987 | John Lone            | Pu Yi                   | The Last Emperor           |
| 1987 | Jack Nicholson ‡     | Francis Phelan          | Ironweed                   |
| 1987 | Nick Nolte           | Lee Umstetter           | Weeds                      |
| 1987 | Denzel Washington    | Steve Biko              | Cry Freedom                |
| 1988 | Dustin Hoffman †     | Raymond Babbitt         | Rain Man                   |
| 1988 | Gene Hackman ‡       | Rupert Anderson         | Mississippi Burning        |
| 1988 | Tom Hulce            | Dominick Luciano        | Dominick and Eugene        |
| 1988 | Edward James Olmos ‡ | Jaime Escalante         | Stand and Deliver          |
| 1988 | Forest Whitaker      | Charlie Parker          | Bird                       |
| 1989 | Tom Cruise ‡         | Ron Kovic               | Born on the Fourth of July |
| 1989 | Daniel Day-Lewis †   | Christy Brown           | My Left Foot               |
| 1989 | Jack Lemmon          | Jake Tremont            | Dad                        |
| 1989 | Al Pacino            | Frank Keller            | Sea of Love                |
| 1989 | Robin Williams ‡     | John Keating            | Dead Poets Society         |

### Anos 1990
| Ano  | Ator                 | Personagem               | Filme                      |
| ---- | -------------------- | ------------------------ | -------------------------- |
| 1990 | Jeremy Irons †       | Claus von Bülow          | Reversal of Fortune        |
| 1990 | Kevin Costner ‡      | John Dunbar              | Dances with Wolves         |
| 1990 | Richard Harris ‡     | Bull McCabe              | The Field                  |
| 1990 | Al Pacino            | Michael Corleone         | The Godfather Part III     |
| 1990 | Robin Williams       | Dr. Malcolm Sayer        | Awakenings                 |
| 1991 | Nick Nolte ‡         | Tom Wingo                | The Prince of Tides        |
| 1991 | Warren Beatty ‡      | Bugsy Siegel             | Bugsy                      |
| 1991 | Kevin Costner        | Jim Garrison             | JFK                        |
| 1991 | Robert De Niro ‡     | Max Cady                 | Cape Fear                  |
| 1991 | Anthony Hopkins †    | Dr. Hannibal Lecter      | The Silence of the Lambs   |
| 1992 | Al Pacino †          | Frank Slade              | Scent of a Woman           |
| 1992 | Tom Cruise           | Coronel Daniel Kaffee    | A Few Good Men             |
| 1992 | Robert Downey Jr. ‡  | Charlie Chaplin          | Chaplin                    |
| 1992 | Jack Nicholson       | Jimmy Hoffa              | Hoffa                      |
| 1992 | Denzel Washington ‡  | Malcolm X                | Malcolm X                  |
| 1993 | Tom Hanks †          | Andrew Beckett           | Philadelphia               |
| 1993 | Daniel Day-Lewis ‡   | Gerry Conlon             | In the Name of the Father  |
| 1993 | Harrison Ford        | Dr. Richard Kimble       | The Fugitive               |
| 1993 | Anthony Hopkins ‡    | James Stevens            | The Remais of the Day      |
| 1993 | Liam Neeson ‡        | Oskar Schindler          | Schindler's List           |
| 1994 | Tom Hanks †          | Forrest Gump             | Forrest Gump               |
| 1994 | Morgan Freeman ‡     | Ellis Boyd "Red" Redding | The Shawshank Redemption   |
| 1994 | Paul Newman ‡        | Donald Sullivan          | Nobody's Fool              |
| 1994 | Brad Pitt            | Tristan Ludlow           | Legends of the Fall        |
| 1994 | John Travolta ‡      | Vincent Vega             | Pulp Fiction               |
| 1995 | Nicolas Cage †       | Ben Sanderson            | Leaving Las Vegas          |
| 1995 | Richard Dreyfuss ‡   | Glenn Holland            | Mr. Holland's Opus         |
| 1995 | Anthony Hopkins ‡    | Richard Nixon            | Nixon                      |
| 1995 | Ian McKellen         | Rei Richard III          | Richard III                |
| 1995 | Sean Penn ‡          | Matthew Poncelet         | Dead Man Walking           |
| 1996 | Geoffrey Rush †      | David Helfgott           | Shine                      |
| 1996 | Ralph Fiennes ‡      | László de Almásy         | The English Patient        |
| 1996 | Mel Gibson           | Tom Mullen               | Ransom                     |
| 1996 | Woody Harrelson ‡    | Larry Flynt              | The People vs. Larry Flynt |
| 1996 | Liam Neeson          | Michael Collins          | Michael Collins            |
| 1997 | Peter Fonda ‡        | Ulee Jackson             | Ulee's Gold                |
| 1997 | Matt Damon ‡         | Will Hunting             | Good Will Hunting          |
| 1997 | Daniel Day-Lewis     | Danny Flynn              | The Boxer                  |
| 1997 | Leonardo DiCaprio    | Jack Dawson              | Titanic                    |
| 1997 | Djimon Hounsou       | Joseph Cinqué            | Amistad                    |
| 1998 | Jim Carrey           | Truman Burbank           | The Truman Show            |
| 1998 | Stephen Fry          | Oscar Wilde              | Wilde                      |
| 1998 | Tom Hanks ‡          | Capitão. John H. Miller  | Saving Private Ryan        |
| 1998 | Ian McKellen ‡       | James Whale              | Gods and Monsters          |
| 1998 | Nick Nolte ‡         | Wade Whitehouse          | Affliction                 |
| 1999 | Denzel Washington ‡  | Rubin "Hurricane" Carter | The Hurricane              |
| 1999 | Russell Crowe ‡      | Jeffrey Wigand           | The Insider                |
| 1999 | Matt Damon           | Tom Ripley               | The Talented Mr. Ripley    |
| 1999 | Richard Farnsworth ‡ | Alvin Straight           | The Straight Story         |
| 1999 | Kevin Spacey †       | Lester Burnham           | American Beauty            |

### Anos 2000
| Ano  | Ator                     | Personagem                         | Filme                                           |
| ---- | ------------------------ | ---------------------------------- | ----------------------------------------------- |
| 2000 | Tom Hanks ‡              | Chuck Noland                       | Cast Away                                       |
| 2000 | Javier Bardem ‡          | Reinaldo Arenas                    | Before Night Falls                              |
| 2000 | Russell Crowe †          | Maximus Decimus Meridius           | Gladiator                                       |
| 2000 | Michael Douglas          | Grady Tripp                        | Wonder Boys                                     |
| 2000 | Geoffrey Rush ‡          | Marquês de Sade                    | Quills                                          |
| 2001 | Russell Crowe ‡          | John Forbes Nash Jr.               | A Beautiful Mind                                |
| 2001 | Will Smith ‡             | Muhammad Ali                       | Ali                                             |
| 2001 | Kevin Spacey             | Quoyle                             | The Shipping News                               |
| 2001 | Billy Bob Thornton       | Ed Crane                           | The Man Who Wasn't There                        |
| 2001 | Denzel Washington †      | Detetive Alonzo Harris             | Training Day                                    |
| 2002 | Jack Nicholson ‡         | Warren Schmidt                     | About Schmidt                                   |
| 2002 | Adrien Brody †           | Władysław Szpilman                 | The Pianist                                     |
| 2002 | Michael Caine ‡          | Thomas Fowler                      | The Quiet American                              |
| 2002 | Daniel Day-Lewis ‡       | William "Bill the Butcher" Cutting | Gangs of New York                               |
| 2002 | Leonardo DiCaprio        | Frank Abagnale Jr.                 | Catch Me If You Can                             |
| 2003 | Sean Penn †              | Jimmy Markum                       | Mystic River                                    |
| 2003 | Russell Crowe            | Capitão Jack Aubrey                | Master and Commander: The Far Side of the World |
| 2003 | Tom Cruise               | Capitão Nathan Algren              | The Last Samurai                                |
| 2003 | Ben Kingsley             | Massoud Behrani                    | House of Sand and Fog                           |
| 2003 | Jude Law ‡               | W. P. Inman                        | Cold Mountain                                   |
| 2004 | Leonardo DiCaprio ‡      | Howard Hughes                      | The Aviator                                     |
| 2004 | Javier Bardem            | Ramón Sampedro                     | Mar adentro (The Sea Inside)                    |
| 2004 | Don Cheadle ‡            | Paul Rusesabagina                  | Hotel Rwanda                                    |
| 2004 | Johnny Depp ‡            | James Matthew Barrie               | Finding Neverland                               |
| 2004 | Liam Neeson              | Alfred Kinsey                      | Kinsey                                          |
| 2005 | Philip Seymour Hoffman † | Truman Capote                      | Capote                                          |
| 2005 | Russell Crowe            | James J. Braddock                  | Cinderella Man                                  |
| 2005 | Terrence Howard ‡        | DJay                               | Hustle & Flow                                   |
| 2005 | Heath Ledger ‡           | Ennis del Mar                      | Brokeback Mountain                              |
| 2005 | David Strathairn ‡       | Edward R. Murrow                   | Good Night, and Good Luck.                      |
| 2006 | Forest Whitaker †        | Idi Amin                           | The Last King of Scotland                       |
| 2006 | Leonardo DiCaprio ‡      | Danny Archer                       | Blood Diamond                                   |
| 2006 | Leonardo DiCaprio        | William "Billy" Costigan, Jr.      | The Departed                                    |
| 2006 | Peter O'Toole ‡          | Maurice                            | Venus                                           |
| 2006 | Will Smith ‡             | Chris Gardner                      | The Pursuit of Happyness                        |
| 2007 | Daniel Day-Lewis †       | Daniel Plainview                   | There Will Be Blood                             |
| 2007 | George Clooney ‡         | Michael Clayton                    | Michael Clayton                                 |
| 2007 | James McAvoy             | Robbie Turner                      | Atonement                                       |
| 2007 | Viggo Mortensen ‡        | Nikolai Luzhin                     | Eastern Promises                                |
| 2007 | Denzel Washington        | Frank Lucas                        | American Gangster                               |
| 2008 | Mickey Rourke ‡          | Randy "The Ram" Robinson           | The Wrestler                                    |
| 2008 | Leonardo DiCaprio        | Frank Wheeler                      | Revolutionary Road                              |
| 2008 | Frank Langella ‡         | Richard Nixon                      | Frost/Nixon                                     |
| 2008 | Sean Penn †              | Harvey Milk                        | Milk                                            |
| 2008 | Brad Pitt ‡              | Benjamin Button                    | The Curious Case of Benjamin Button             |
| 2009 | Jeff Bridges †           | Otis "Bad" Blake                   | Crazy Heart                                     |
| 2009 | George Clooney ‡         | Ryan Bingham                       | Up in the Air                                   |
| 2009 | Colin Firth ‡            | George Falconer                    | A Single Man                                    |
| 2009 | Morgan Freeman ‡         | Nelson Mandela                     | Invictus                                        |
| 2009 | Tobey Maguire            | Capitão Sam Cahill                 | Brothers                                        |

### Anos 2010
| Ano  | Ator                   | Personagem                    | Filme                           |
| ---- | ---------------------- | ----------------------------- | ------------------------------- |
| 2010 | Colin Firth †          | Rei George VI do Reino Unido  | The King's Speech               |
| 2010 | Jesse Eisenberg ‡      | Mark Zuckerberg               | The Social Network              |
| 2010 | James Franco ‡         | Aron Ralston                  | 127 Hours                       |
| 2010 | Ryan Gosling           | Dean Hellers                  | Blue Valentine                  |
| 2010 | Mark Wahlberg          | Micky Ward                    | The Fighter                     |
| 2011 | George Clooney ‡       | Matt King                     | The Descendants                 |
| 2011 | Leonardo DiCaprio      | J. Edgar Hoover               | J. Edgar                        |
| 2011 | Michael Fassbender     | Brandon Sullivan              | Shame                           |
| 2011 | Ryan Gosling           | Stephen Meyers                | The Ides of March               |
| 2011 | Brad Pitt ‡            | Billy Beane                   | Moneyball                       |
| 2012 | Daniel Day-Lewis †     | Abraham Lincoln               | Lincoln                         |
| 2012 | Richard Gere           | Robert Miller                 | Arbitrage                       |
| 2012 | John Hawkes            | Mark O'Brien                  | The Sessions                    |
| 2012 | Joaquin Phoenix ‡      | Freddie Quell                 | The Master                      |
| 2012 | Denzel Washington ‡    | William "Whip" Whitaker       | Flight                          |
| 2013 | Matthew McConaughey †  | Ron Woodroof                  | Dallas Buyers Club              |
| 2013 | Chiwetel Ejiofor ‡     | Solomon Northup               | 12 Years a Slave                |
| 2013 | Idris Elba             | Nelson Mandela                | Mandela: Long Walk to Freedom   |
| 2013 | Tom Hanks              | Capitão Richard Phillips      | Captain Phillips                |
| 2013 | Robert Redford         | O Homem                       | All Is Lost                     |
| 2014 | Eddie Redmayne †       | Stephen Hawking               | The Theory of Everything        |
| 2014 | Steve Carell ‡         | John Eleuthère du Pont        | Foxcatcher                      |
| 2014 | Benedict Cumberbatch ‡ | Alan Turing                   | The Imitation Game              |
| 2014 | Jake Gyllenhaal        | Louis "Lou" Bloom             | Nightcrawler                    |
| 2014 | David Oyelowo          | Martin Luther King, Jr.       | Selma                           |
| 2015 | Leonardo DiCaprio †    | Hugh Glass                    | The Revenant                    |
| 2015 | Bryan Cranston ‡       | Dalton Trumbo                 | Trumbo                          |
| 2015 | Michael Fassbender ‡   | Steve Jobs                    | Steve Jobs                      |
| 2015 | Eddie Redmayne ‡       | Einar Wegener / Lili Elbe     | The Danish Girl                 |
| 2015 | Will Smith             | Dr. Bennet Omalu              | Concussion                      |
| 2016 | Casey Affleck †        | Lee Chandler                  | Manchester by the Sea           |
| 2016 | Joel Edgerton          | Richard Loving                | Loving                          |
| 2016 | Andrew Garfield ‡      | Desmond T. Doss               | Hacksaw Ridge                   |
| 2016 | Viggo Mortensen ‡      | Ben Cash                      | Captain Fantastic               |
| 2016 | Denzel Washington ‡    | Troy Maxson                   | Fences                          |
| 2017 | Gary Oldman †          | Winston Churchill             | Darkest Hour                    |
| 2017 | Timothée Chalamet ‡    | Elio Perlman                  | Call Me by Your Name            |
| 2017 | Daniel Day-Lewis ‡     | Reynolds Woodcock             | Phantom Thread                  |
| 2017 | Tom Hanks              | Ben Bradlee                   | The Post                        |
| 2017 | Denzel Washington ‡    | Roman J. Israel               | Roman J. Israel, Esq.           |
| 2018 | Rami Malek †           | Freddie Mercury               | Bohemian Rhapsody               |
| 2018 | Bradley Cooper ‡       | Jackson Maine                 | A Star Is Born                  |
| 2018 | Willem Dafoe ‡         | Vincent Van Gogh              | At Eternity's Gate              |
| 2018 | Lucas Hedges           | Jared Eamons                  | Boy Erased                      |
| 2018 | John David Washington  | Detetive Ron Stallworth       | BlacKkKlansman                  |
| 2019 | Joaquin Phoenix †      | Arthur Fleck / Coringa        | Joker                           |
| 2019 | Christian Bale         | Ken Miles                     | Ford v. Ferrari                 |
| 2019 | Antonio Banderas ‡     | Salvador Mallo                | Dolor y gloria (Pain and Glory) |
| 2019 | Adam Driver ‡          | Charlie Barber                | Marriage Story                  |
| 2019 | Jonathan Pryce ‡       | Cardeal Jorge Mario Bergoglio | The Two Popes                   |

### Anos 2020
| Ano  | Ator                   | Personagem                 | Filme                      |
| ---- | ---------------------- | -------------------------- | -------------------------- |
| 2021 | Chadwick Boseman ‡     | Levee Green                | Ma Rainey's Black Bottom   |
| 2021 | Gary Oldman ‡          | Herman J. Mankiewicz       | Mank                       |
| 2021 | Riz Ahmed ‡            | Ruben Stone                | Sound of Metal             |
| 2021 | Anthony Hopkins †      | Anthony                    | The Father                 |
| 2021 | Tahar Rahim            | Mohamedou Ould Slahi       | The Mauritanian            |
| 2022 | Will Smith †           | Richard Williams           | King Richard               |
| 2022 | Mahershala Ali         | Cameron Turner             | Swan Song                  |
| 2022 | Javier Bardem ‡        | Desi Arnaz                 | Being the Ricardos         |
| 2022 | Benedict Cumberbatch ‡ | Phil Burbank               | The Power of the Dog       |
| 2022 | Denzel Washington ‡    | Lord Macbeth               | The Tragedy of Macbeth     |
| 2023 | Austin Butler ‡        | Elvis Presley              | Elvis                      |
| 2023 | Brendan Fraser †       | Charlie                    | The Whale                  |
| 2023 | Hugh Jackman           | Peter Miller               | The Son                    |
| 2023 | Bill Nighy ‡           | Mr. Williams               | Living                     |
| 2023 | Jeremy Pope            | Ellis French               | The Inspection             |
| 2024 | Cillian Murphy †       | Robert Oppenheimer         | Oppenheimer                |
| 2024 | Leonardo DiCaprio      | Ernest Burkhart            | Killers of the Flower Moon |
| 2024 | Colman Domingo ‡       | Bayard Rustin              | Rustin                     |
| 2024 | Bradley Cooper ‡       | Leonard Bernstein          | Maestro                    |
| 2024 | Barry Keoghan          | Oliver Quick               | Saltburn                   |
| 2024 | Andrew Scott           | Adam                       | All of Us Strangers        |
| 2025 | Adrien Brody           | László Tóth                | The Brutalist              |
| 2025 | Colman Domingo         | John "Divine G." Whitfield | Sing Sing                  |
| 2025 | Daniel Craig           | William Lee                | Queer                      |
| 2025 | Ralph Fiennes          | Cardeal Thomas Lawrence    | Conclave                   |
| 2025 | Sebastian Stan         | Donald Trump               | The Apprentice             |
| 2025 | Timothée Chalamet      | Bob Dylan                  | A Complete Unknown         |